# Henry Pleß
Henry Pleß (auch Henry Pless; * 4. Mai 1885 als Heinrich August Gustaf Hermann Meyer in Hannover, Preußen; † 3. Oktober 1955 in Berlin) war ein deutscher Bühnenschauspieler, Oberspielleiter und Filmschauspieler.

## Leben und Wirken
Heinrich Meyer, auch unter Meier geführt, besuchte die Oberrealschule, ehe er zu Beginn des 20. Jahrhunderts im heimatlichen Hannover bei Karl Peppler Schauspielunterricht nahm. Eine Weiterbildung in Gesang schloss sich an. Es folgten frühe kleinere Engagements, die ihn unter anderem nach Mainz führten, ehe Pleß im Jahre 1910 an seine erste Spielstätte von Bedeutung verpflichtet wurde: drei Spielzeiten lang trat er am Hoftheater Karlsruhe auf. In späteren Jahren sah man Henry Pleß nicht mehr allzu häufig als festes Ensemblemitglied einer Bühne; vielmehr ging er auf ausgedehnte Tourneen im Inland und sogar ins ferne Ausland (Südamerika-Tournee Ende der 1920er Jahre, wo er unter anderem in Buenos Aires gastierte). In Operettenrevuen in Berlin und anderswo konnte Pleß auch immer wieder sein gesangliches Können (Stimmlage: Tenor) unter Beweis stellen. Zu Beginn der 1930er Jahre führte er als Oberspielleiter auch kurze Zeit eine winzige Schauspieltruppe, die Berliner Passionsspiele. 
Zur selben Zeit konnte man den Hannoveraner auch mit kleinen Rollen in einer Reihe von frühen Tonfilmen sehen. Hier verkörperte er, überwiegend in den Jahren 1930 bis 1934, eine Fülle von sehr unterschiedlichen Chargen: einfache Typen wie einen Werkmeister in Der Orlow, einen Ringkämpfer in Der Tiger und einen Schutzmann in Der Hauptmann von Köpenick. Er spielte aber auch hochrangige Charaktere wie einen Bankdirektor in der bissigen Satire Die Koffer des Herrn O.F., den Generalmajor Ludendorff in dem deutsch-nationalen Tannenberg-Film und einen weiteren General in dem nicht minder patriotischen Trenck-Film. In späteren Jahren trat Pleß kaum mehr vor die Kamera und war auch auf der Bühne zumeist nur gastspielweise zu sehen; inmitten des Zweiten Weltkriegs leitete er zeitweilig eine eigene Gastspieldirektion zwecks Unterhaltung der Wehrmachtstruppen. Nach dem Krieg in Berlins Großbeerenstraße wohnhaft, ist Henry Pleß nur noch einmal mit der winzigen Filmrolle eines Lademeisters in einem streng antiwestlichen, propagandistischen DEFA-Film zu sehen gewesen. Er starb 1955 im Krankenhaus Jungfernheide in Berlin-Charlottenburg.
Von 1941 bis zu seinem Tod war Pleß mit Else, geb. Binder, verheiratet.

## Filmografie
- 1920: Das schwarze Boot
- 1930: Der Tiger
- 1930: Student sein, wenn die Veilchen blühen
- 1931: Kinder vor Gericht
- 1931: Der Hauptmann von Köpenick
- 1931: Die Koffer des Herrn O.F.
- 1932: Fünf von der Jazzband
- 1932: Trenck
- 1932: Tannenberg
- 1932: Der Orlow
- 1933: Das Testament des Dr. Mabuse
- 1933: Die kleine Schwindlerin
- 1933: Das häßliche Mädchen
- 1934: Ich heirate meine Frau
- 1938: Sylvesternacht am Alexanderplatz
- 1939: Wasser für Canitoga
- 1952: Geheimakten Solvay